# إبراهيم بن محمد الراوي
الشريف إبراهيم بن محمد بن عبد الله الراوي (1860 - 1946) (1276 - 1365 هـ) عالم مسلم وكاتب وشاعر عربي عراقي من أهل القرن الرابع عشر الهجري وشيخ الطريقة الرفاعية بها. ولد في قرية راوة ونسبته اليها وتلقى فيها مبادىء العلوم، ثم انتقل إلى بغداد، ودرس فيها على كبار علمائها ثم انتقل إلى الموصل والتقى كبار علمائها وكذلك ذهب إلى دمشق يطلب العلوم الإسلامية في 1880. عاد إلى بغداد وعيّن مدرساً في زاوية جامع السيد سلطان علي وهو فقيه شافعي. توفي في بغداد. من مؤلفاته سور الشريعة في انتقاد نظريات أهل الهيئة والطبيعة، والأوراق البغدادية في الحوادث النجدية، وداعي الرشاد إلى سبيل الاتحاد، والسير والمساعي في أوراد السيد الرفاعي الكبير وله نظم كثير.

## سيرته
هو الشريف إبراهيم بن محمد بن عبد الله بن أحمد بن رجب الصغير بن عبد القادر بن رجب الكبير الراوي الرفاعي، ثم يستمر نسبه إلى أن يتصل بـأحمد الرفاعي الذي يرتقي نسبه إلى الأمام الحسين بن علي بن أبي طالب. ولد في مدينة راوه سنة 1860 م/ 1276 هـ ونشأ بها فأخذ مقدمات العلوم على أعلام بلده ثم انتقل إلى بغداد فاستوطنها عام 1292 هـ وأخذ العلم على علماء عصره فدرس الفقه والحديث، ثم انتقل إلى الموصل ليكمل دراسته. رجع بعدها إلى بغداد،‌ ثم قصد دمشق للالتقاء بعلماءها ورجع بعدها إلى بغداد. قام بأعمال خيرية، وأنشأ مدراس ومعاهد وجوامع، كانت تعقد فيها حلقات للدروس والتدريس وعيّن مدرساً في جامع السيد سلطان علي في بغداد، ومنح راتباً وأوسمة عالية من الحكومة العثمانية.
توفي ببغداد سنة 1365 هـ/ 1949م.

## مؤلفاته
- بلوغ الأرب في ترجمة الشيخ رجب
- اللعمات الفريدة في المسائل المفيدة
- داعي الرشاد إلى سبيل الاتحاد
- الفلسفة الإسلامية في إثبات الحقانية
- سور الشريعة في انتقاد نظريات أهل الهيئة والطبيعة
- الأوراق البغدادية في الحوادث النجدية
- السير والمساعي في أوراد السيد الرفاعي الكبير
- الاجوبة العقلية
- مختصر القواعد المرعية في أصول الطريقة الرفاعية